# Kim Manners
Kim Manners (* 13. Januar 1951 in Los Angeles, Kalifornien; † 25. Januar 2009 ebenda) war ein US-amerikanischer Fernsehregisseur und -produzent.

## Leben
Manners wuchs als Sohn des Produzenten Sam Manners auf. Ebenso wie seine Geschwister Kelly und Tana stieg er in die Produktion von Fernsehserien ein. Seine erste eigene Regiearbeit hatte er 1979 in einer Episode der Serie Drei Engel für Charlie, für die er zuvor schon als Regieassistent gearbeitet hatte. Bis zu seinem Tod war er seitdem durchgehend als Regisseur verschiedener Fernsehserien wie Simon & Simon, Sledge Hammer! oder Raumschiff Enterprise: Das nächste Jahrhundert tätig. Ab 1995 bis zum Ende der Serie 2002 war er gleichsam als Produzent und Regisseur für Akte X – Die unheimlichen Fälle des FBI tätig. Bei Akte X führte Manners in 52 Episoden Regie. Er wurde hierfür vier Mal in Folge für den Emmy nominiert. Ab 2005 war Manners Produzent und Regisseur von Supernatural, für die er in 17 Episoden Regie führte.
Am 25. Januar 2009 verstarb Manners im Alter von 58 Jahren an den Folgen von Lungenkrebs. Im Abspann der Supernatural-Folge Der Tod macht Urlaub wurde Manners mit zwei Fotos mit der Beschriftung „Wir widmen die gesamte Staffel Kim Manners“ und „Wir vermissen dich, Kim“ gewürdigt; eine weitere Würdigung erfuhr er im Abspann der fünften Episode der zweiten Staffel von Breaking Bad mit den Worten „gewidmet unserem Freund Kim Manners“. Eine weitere Würdigung erfuhr er 2016 in der zehnten Staffel von Akte X, in der Episode Mulder und Scully gegen das Wer-Monster. In der dritten Folge ist in einer Friedhof-Szene ein Grabstein zu sehen, auf dem sein Name, sein Geburts- und Todesdatum, sowie die Inschrift „Lets kick it in the Ass.“ zu sehen ist.

## Filmografie (Auswahl)

### Als Regisseur
- 1979–1981: Drei Engel für Charlie (Charlie’s Angels)
- 1983–1984: Automan
- 1983–1986: Hardcastle & McCormick
- 1984–1986: Simon & Simon
- 1986: Sledge Hammer!
- 1987–1988: 21 Jump Street – Tatort Klassenzimmer (21 Jump Street)
- 1988: Raumschiff Enterprise: Das nächste Jahrhundert (Star Trek: The Next Generation)
- 1989: Baywatch – Die Rettungsschwimmer von Malibu (Baywatch)
- 1993–1994: Die Abenteuer des Brisco County jr. (The Adventures of Brisco County, Jr.)
- 1995–2002: Akte X – Die unheimlichen Fälle des FBI (The X-Files)
- 2005–2009: Supernatural

### Als Produzent
- 1995–1999: Akte X – Die unheimlichen Fälle des FBI (The X-Files)
- 2006–2009: Supernatural

## Auszeichnungen
Emmy
- 1995: Nominierung für Akte X – Die unheimlichen Fälle des FBI
- 1996: Nominierung für Akte X – Die unheimlichen Fälle des FBI
- 1997: Nominierung für Akte X – Die unheimlichen Fälle des FBI
- 1998: Nominierung für Akte X – Die unheimlichen Fälle des FBI